# Pajęczno (gmina)
Pour les articles homonymes, voir Pajęczno (homonymie).
Pajęczno est une gmina (commune) mixte ou urbaine-rurale (gmina miejsko-wiejska) du powiat de Pajęczno, dans la Voïvodie de Łódź, dans le centre de la Pologne.
Son siège administratif (chef-lieu) est la ville de Pajęczno, qui se situe environ 78 kilomètres (km) au sud-ouest de la capitale régionale Łódź (capitale de la voïvodie).
La gmina couvre une superficie de 113,44 km2 pour une population de 11 655 habitants en 2006, avec une population pour la ville de Pajęczno de 6 674 habitants et une population de la partie rurale de 4 981 habitants.

## Géographie
Outre la ville de Pajęczno, la gmina inclut les villages et localités de :

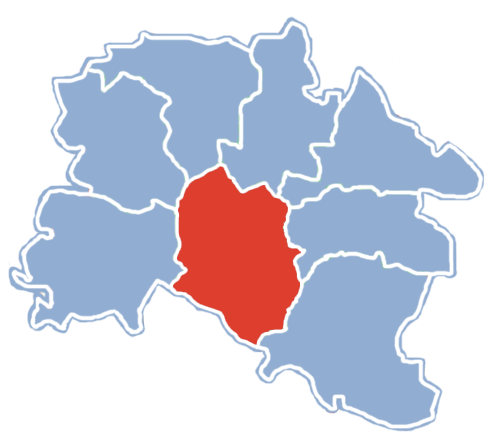
Localisation de la gmina dans le powiat de Pajęczno

- Barany
- Czerkiesy
- Dylów A
- Dylów Rządowy
- Dylów Szlachecki
- Janki
- Kurzna
- Ładzin
- Łężce
- Lipina
- Makowiska
- Niwiska Dolne
- Niwiska Górne
- Nowe Gajęcice
- Patrzyków
- Podładzin
- Podmurowaniec
- Siedlec
- Stare Gajęcice
- Tuszyn
- Wręczyca
- Wydrzynów

### Gminy voisines
La gmina de Pajęczno est voisine des gminy suivantes :
- Działoszyn
- Kiełczygłów
- Nowa Brzeźnica
- Popów
- Rząśnia
- Siemkowice
- Strzelce Wielkie
- Sulmierzyce

## Administration
De 1975 à 1998, la gmina était attachée administrativement à l'ancienne voïvodie de Częstochowa.

Depuis 1999, elle fait partie de la nouvelle voïvodie de Łódź.

## Structure du terrain
D'après les données de 2007, la superficie de la commune de Pajęczno est de 113,44 kilomètres carrés, répartis comme telle :
- terres agricoles : 61 %
- forêts : 28 %

La commune représente 14,14 % de la superficie du powiat.

## Démographie
Données du 31 décembre 2007 :
| Description        | Total  | Total | Femmes | Femmes | Hommes | Hommes |
| ------------------ | ------ | ----- | ------ | ------ | ------ | ------ |
| Unité              | Nombre | %     | Nombre | %      | Nombre | %      |
| Population         | 11 601 | 100   | 5 844  | 50,4   | 5 757  | 49,6   |
| Densité (hab./km²) | 102    | 102   | 51     | 51     | 51     | 51     |